# Ludovico Maria Mellano
Ludovico Maria Mellano, né le 23 août 2006, est un coureur cycliste italien. Il est membre de l'équipe XDS Astana Development.

## Biographie
Originaire du Piémont, Ludovico Maria Mellano commence à pratiquer le cyclisme vers l'âge de sept ans. Sa première licence est prise au sein de l'Ardens Cycling Team, un club implanté sur ses terres de Savillan. Il poursuit ensuite sa progression au Young Bikers Team Balmanion, puis au Team Fratelli Giorgi. Dans les rangs juniors, il se distingue en obtenant plusieurs victoires et une trentaine de tops dix. Il est aussi régulièrement sélectionné en équipe nationale. Sous les couleurs de son pays natal, il réalise de bonnes performances sur diverses manches de la Coupe des Nations Juniors. Il termine notamment huitième du championnat d'Europe sur route juniors en 2024,. 
En 2025, il intègre l'équipe de développement de la formation XDS Astana pour ses débuts espoirs. Il est alors décrit comme un coureur plutôt complet, doté d'une bonne pointe de vitesse, mais aussi capable de tirer son épingle du jeu dans les contre-la-montre et les montées. Au mois d'avril, il se classe septième du Trofeo Piva. Il décroche par ailleurs trois tops dix sur des étapes du Tour de Bretagne. Quelques semaines plus tard, il finit deuxième de l'Orlen Nations Grand Prix, tout en ayant remporté une étape.

## Palmarès
- 2023
  - Trofeo Comune di Gussago
  - 1rea étape de l'Eroica Juniores (contre-la-montre par équipes)
  - 2e étape de la Vuelta al Besaya
  - 2e du Trofeo Cassa Rurale ed Artigiana di Cantù
  - 2e du Memorial Faliero e Clara Vangi
  - 3e de la Liberazione Juniors
  - 3e du Gran Premio Città di Morbegno
  - 3e du Trofeo Vittorio Giorgi
  - 3e du Trofeo Francesco Data
- 2024
  - Trofeo Memorial Italo Ragnoli
  - Trofeo Vittorio Giorgi
  - Coppa Borgo Panica
  - 2e de la Piccola Liegi delle Bregonze
  - 2e du Trofeo Ristorante alla Colombera
  - 2e du Giro d'Abruzzo Juniors
  - 2e du Giro della Castellania
  - 2e du Gran Premio Liberazione-Città di Massa
  - 2e du Memorial Paolo Salvatico
  - 2e du Trofeo San Rocco
  - 2e du championnat d'Italie du contre-la-montre par équipes juniors
  - 2e du Trofeo Polisportiva Camignone
  - 3e du Trofeo Emilio Paganessi
  - 3e du Trofeo San Troch
  - 3e du Trofeo Buffoni
- 2025
  - 2e étape de l'Orlen Nations Grand Prix
  - 3e étape de la Ronde de l'Isard
  - 2e de l'Orlen Nations Grand Prix
  - 3e du Grand Prix de Poggiana